# François Durel
François Durel (* 1856; † 12. Januar 1906 bei Virieu-le-Grand) war ein französischer Architekt und Unternehmer.

## Leben

### Werdegang

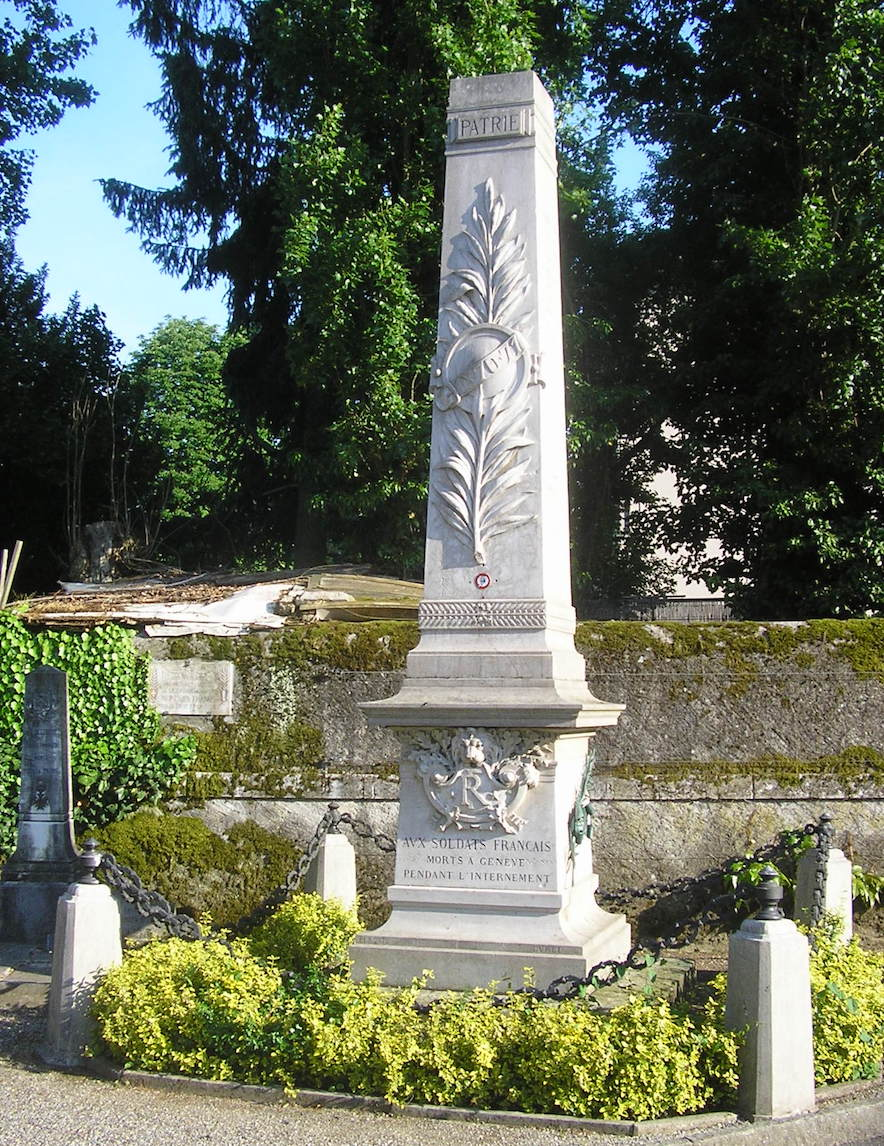
Denkmal des französisch-preußischen Krieges 1870–1871 auf dem Friedhof von Châtelaine in Genf

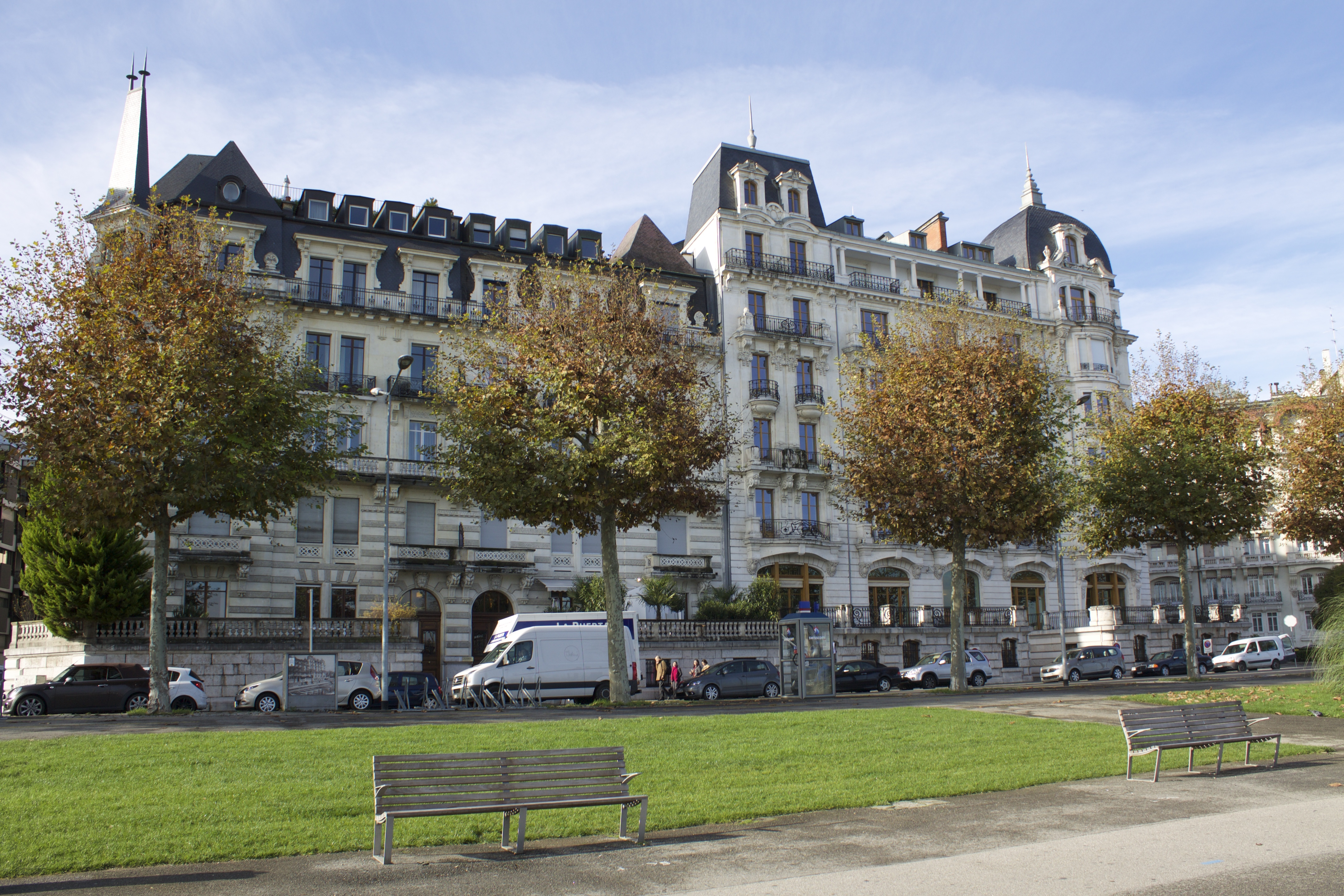
The Woodward

François Durel aus Lyon ersteigerte 1887 den Genfer Kursaal (heute Fairmont Grand Hotel Geneva) für 480.000 Schweizer Franken und vermietete diesen an Simon Goetschel, der darin seit April 1890 Glücksspiel betrieb, das 1897 verboten wurde; das Verbot wurde später wieder aufgehoben.
Er entwarf 1889 den Plan, dass für die Überreste von mehreren internierten französischen Soldaten der Armée de l’Est, die 1871 in Genf verstarben, ein Denkmal, das die französische Kolonie auf dem Friedhof Châtelaine in Genf errichten liess.
1898 wollte er einen Kursaal mit Theater in Lausanne bauen.
Er erbaute 1901 ein Hotel (seit 2021 The Woodward) am späteren Quai Wilson (siehe Quais in Genf) in Genf im Post-Haussmann-Stil. 1902 und 1903 erbaute er weitere Gebäude in der Genfer Rue Abraham-Gevray 10, Rue Jean-Jaquet 2 und in der Rue Philippe-Plantamour 18–26.
Sein Vermögen wurde auf mehrere Millionen Schweizer Franken geschätzt, das jedoch überwiegend in Liegenschaften angelegt war. Zum Zeitpunkt seines Todes war er verheiratet und hinterliess vier Kinder.
Zu seiner Beisetzung auf dem Friedhof Cimetière des Rois in Plainpalais erschienen 3.000 Personen und in den umliegenden Strassen hatten zwischen 10.000 und 15.000 Personen Aufstellung genommen.
François Durel pflegte eine Freundschaft mit dem Staatsratspräsidenten Alexandre Gavard, der 1898 in seiner Villa in Menton bei Nizza verstarb.

### Die Ermordung
Am 12. Januar 1906 reiste François Durel, mit einer grösseren Summe Bargeld und Wertpapieren aus Nizza kommend, mit der Eisenbahn nach Genf und wurde vermutlich zwischen den Stationen Virieux le Grand und Roissillon erstochen und aus dem Zug geworfen. Sein Leichnam wurde an der Bahnstrecke aufgefunden.
Kurz nach der Tat wurden Louis Georges aus Meximieux und Eugen Mazot (oder Marzo), Sohn eines Malers und Bauunternehmers aus Lyon, mit dem François Durel in geschäftlicher Verbindung stand, in Meximieux festgenommen, die der Tat verdächtigt wurden. Bereits in einem ersten Verhör gestanden sie die Tat. Nach ihren Aussagen erbeuteten sie lediglich eine goldene Uhr, eine Geldbörse mit über vierhundert Schweizer Franken und den Handkoffer des Getöteten. Im weiteren Verlauf der Vernehmungen wurde bekannt, dass es einen weiteren Tatverdächtigen, einen Pariser Kellner oder Kaufmann, geben solle, der eine grössere Summe unmittelbar nach der Tat in Sicherheit brachte. Die beiden gefassten Täter wurde am 27. April 1907 zum Tode verurteilt, die Todesstrafe später in lebenslange Haft umgewandelt.